# یو هه هیون
یو هه هیون (کره‌ای: 여회현؛ زادهٔ ۹ مه ۱۹۹۴) بازیگر اهل کره جنوبی است.

## فیلم‌شناسی

### فیلم
| سال  | عنوان                 | نقش                | منابع |
| ---- | --------------------- | ------------------ | ----- |
| ۲۰۱۴ | زندگی هنوز ادامه دارد | همکلاسی دال پو     |       |
| ۲۰۱۶ | با تو یا بدون تو      | یونگ دال           | [ ۴ ] |
| ۲۰۱۶ | آخرین شاهزاده خانم    | جوانی کیم جانگ هان | [ ۵ ] |
| ۲۰۱۸ | نبرد بزرگ             | ما رو              | [ ۶ ] |

### مجموعه تلویزیونی
| سال  | عنوان                                  | نقش                          | شبکه        | توضیحات                  | منابع         |
| ---- | -------------------------------------- | ---------------------------- | ----------- | ------------------------ | ------------- |
| ۲۰۱۴ | پینوکیو                                | همکلاسی دال پو               | اس‌بی‌اس      |                          | [ ۴ ]         |
| ۲۰۱۵ | زنان نامهربان                          |                              | کی‌بی‌اس۲     |                          | [ ۴ ]         |
| ۲۰۱۵ | داستان‌های بزرگ: آزمون ورودی            |                              | تی‌وی چوسان  |                          | [ ۴ ]         |
| ۲۰۱۵ | عشق ایو                                | جین دو جون                   | ام‌بی‌سی      |                          | [ ۷ ]         |
| ۲۰۱۵ | شش اژدهای پرنده                        | محقق کنفوسیوس سونگ کیون کوان | اس‌بی‌اس      |                          | [ ۸ ]         |
| ۲۰۱۶ | جانگ یونگ شیل                          | نا کی سون                    | کی‌بی‌اس۱     |                          | [ ۹ ]         |
| ۲۰۱۶ | پاسخ به ۱۹۸۸                           | قرار بدون آشنایی دوک سون     | تی‌وی‌ان      |                          | [ ۱۰ ]        |
| ۲۰۱۶ | حافظه                                  | لی سونگ هو                   | تی‌وی‌ان      |                          | [ ۱۰ ]        |
| ۲۰۱۶ | آیینه جادوگر                           | ولیعهد سون‌هه                 | جی‌تی‌بی‌سی    |                          | [ ۱۰ ]        |
| ۲۰۱۶ | پزشکان                                 | چوی یونگ سو                  | اس‌بی‌اس      | حضور افتخاری، قسمت ۱۷–۱۸ | [ ۱۱ ]        |
| ۲۰۱۶ | شهادت دروغ سلیمان                      | لی ته وو                     | جی‌تی‌بی‌سی    | حضور افتخاری             | [ ۱۲ ]        |
| ۲۰۱۷ | نسل دختران ۱۹۷۹                        | سون جین                      | کی‌بی‌اس۲     |                          | [ ۱۳ ]        |
| ۲۰۱۷ | درامای ویژه کی‌بی‌اس: «رقص تک نفره والس» | کو گون هی                    | کی‌بی‌اس۲     | درام تک قسمتی            | [ ۱۳ ]        |
| ۲۰۱۷ | وقتی تو خواب بودی                      | جوانی لی یو بوم              | اس‌بی‌اس      |                          | [ ۱۳ ] [ ۱۴ ] |
| ۲۰۱۸ | کوتاه                                  | پارک اون هو                  | اوسی‌ان      |                          | [ ۱۵ ]        |
| ۲۰۱۸ | حالا باهام ازدواج کن                   | پارک جه هیونگ                | کی‌بی‌اس۲     |                          | [ ۱۶ ]        |
| ۲۰۱۹ | قدرت نفوذ                              | جونگ یی سانگ                 | تی‌وی چوسان  |                          |               |
| ۲۰۲۰ | اوه عزیز من                            | کیم (اهداکننده اسپرم)        | تی‌وی‌ان      | حضور افتخاری             | [ ۱۷ ]        |
| ۲۰۲۰ | یک عشق بسیار زیبا                      | وو ده سونگ                   | کاکائو تی‌وی | وب دراما                 | [ ۱۸ ]        |

### مجموعه اینترنتی
| سال  | عنوان                     | نقش         | پلتفرم     | توضیحات               | منابع  |
| ---- | ------------------------- | ----------- | ---------- | --------------------- | ------ |
| ۲۰۱۷ | عشق یک‌طرفه فصل ۳          | یو هه هیون  | ناور تی‌وی  | وب دراما              | [ ۱۹ ] |
| ۲۰۱۷ | Crushes - Special Edition | یو هه هیون  | ناور تی‌وی  | وب دراما              | [ ۲۰ ] |
| ۲۰۲۲ | بوسه حس ششم               | کارمند کافه | دیزنی پلاس | حضور افتخاری (قسمت ۱) |        |

## جوایز و نامزدی‌ها
| سال  | مراسم جوایز                    | دسته                                                     | نامزد / اثر                                            | نتیجه    | منابع  |
| ---- | ------------------------------ | -------------------------------------------------------- | ------------------------------------------------------ | -------- | ------ |
| ۲۰۱۷ | سی و یکمین جوایز درامای کی‌بی‌اس | بهترین بازیگر تازه‌کار مرد در یک درام تک قسمتی/ویژه/کوتاه | نسل دختران ۱۹۷۹ درامای ویژه کی‌بی‌اس: «رقص تک نفره والس» | برنده    | [ ۲۱ ] |
| ۲۰۱۸ | یازدهمین جوایز درامای کره      | بهترین بازیگر تازه‌کار مرد                                | حالا با من ازدواج کن                                   | نامزدشده | [ ۲۲ ] |